# کاسرس (ماتو گروسو)
کاسرس (به پرتغالی: Cáceres) یک منطقهٔ مسکونی در برزیل است که در ماتو گروسو واقع شده‌است. کاسرس ۹۴٬۸۶۱ نفر جمعیت دارد.